# Stadsfeestzaal (Antwerpen)
De Stadsfeestzaal is een neoclassicistisch gebouw uit 1908, gebouwd volgens de plannen van stadsbouwmeester Alexis Van Mechelen in opdracht van het stadsbestuur. Het is gelegen aan de Meir, de belangrijkste winkelstraat in de stad Antwerpen. Een andere ingang ligt aan het Hopland. Het gebouw is in 2000 helemaal afgebrand en tegen 2007 op identieke wijze herbouwd.

## Geschiedenis
Langsheen de Meir waren van oudsher winkelruimtes en appartementen. Door een poort had men toegang tot de achterin liggende feestzaal. De feestzaal heeft een voor die tijd eerder unieke metalen constructie als overspanning.

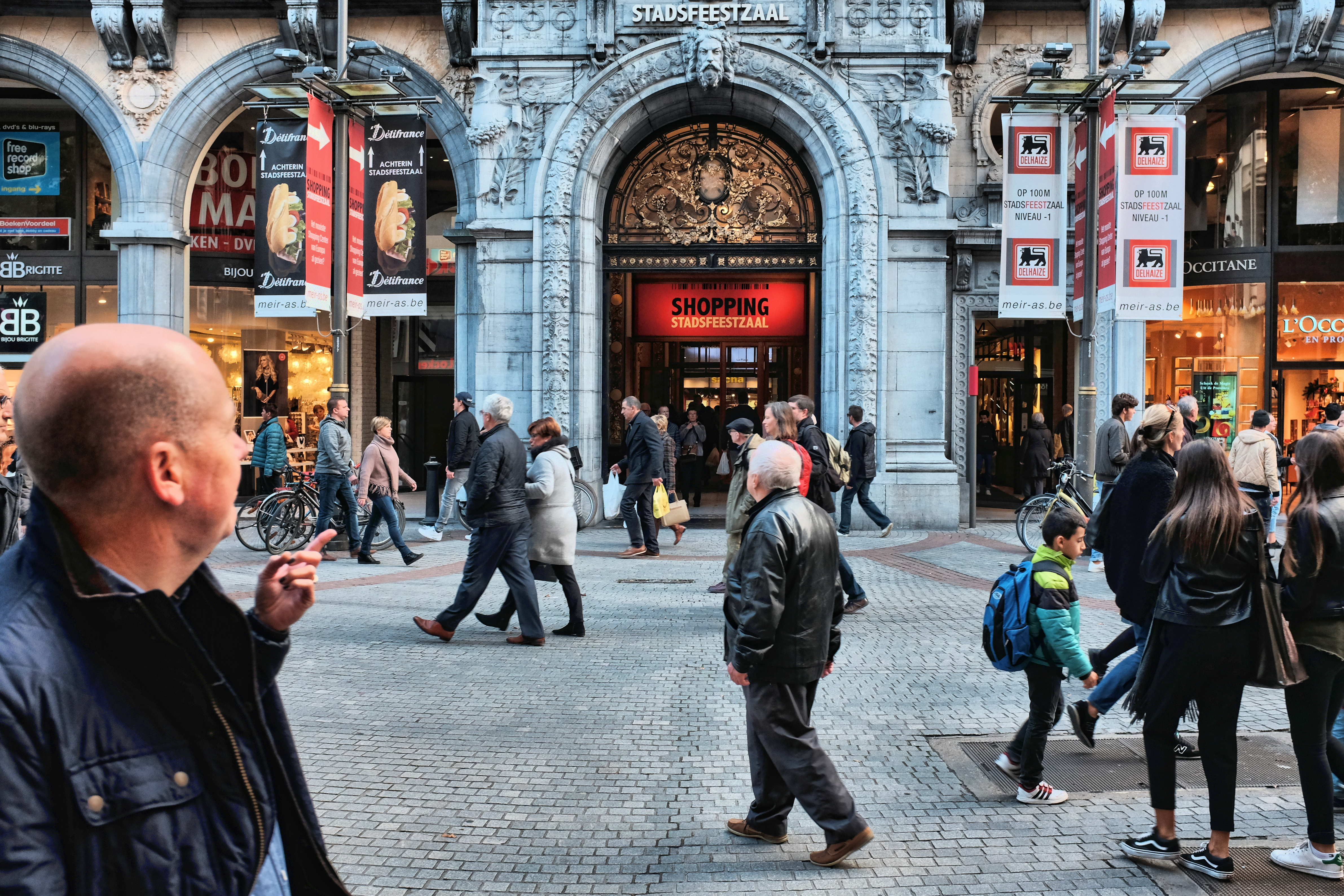
Ingang Stadsfeestzaal op de Meir in Antwerpen

Lange tijd was het een van de bekendste zalen in Antwerpen. Ze bood onder meer onderdak aan kunsttentoonstellingen, de Antwerpse Antiekbeurs, de boekenbeurs, het autosalon en verschillende feesten. 
In 1983 werd het gebouw geklasseerd als beschermd monument.
Op 27 december 2000 vernielde een hevige brand bijna heel het gebouw en bleef er amper nog iets van over. In 2004 tekende het stadsbestuur een erfpachtovereenkomst met een projectontwikkelaar voor de heropbouw van de feestzaal. Datzelfde jaar begonnen de werken. Op 25 oktober 2007 opende de compleet gerenoveerde Stadsfeestzaal opnieuw zijn deuren voor het grote publiek, deze keer als luxueus shoppingcenter. De glazen koepel met bladgoud, de traphal, de oorspronkelijke versieringen, beeldhouwwerken, mozaïeken, muurreliëfs en eiken parketvloer zijn getrouw aan het origineel onder controle van Monumentenzorg herbouwd. Het marmer in de grote zaal komt van dezelfde groeve als het oorspronkelijk geplaatst marmer van de zaal.
Naast het shoppingcenter werden ook 40 appartementen voorzien en een ondergrondse garage met plaats voor 268 wagens.
Eind 2024 werd de Stadsfeestzaal aangekocht door het vastgoedbedrijf Ablon voor ongeveer 50 miljoen euro.

## Galerij

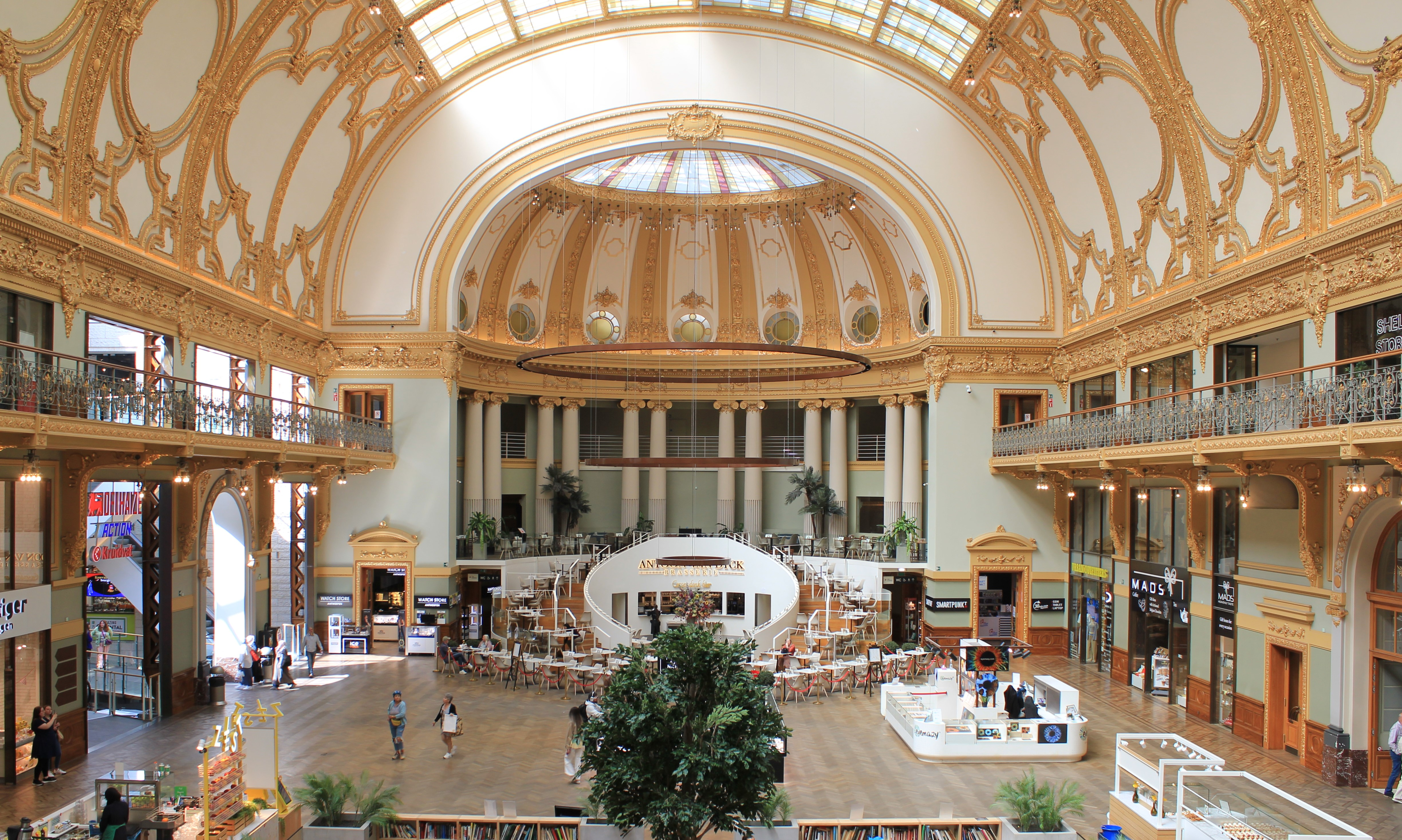
Interieur Stadsfeestzaal (2025)
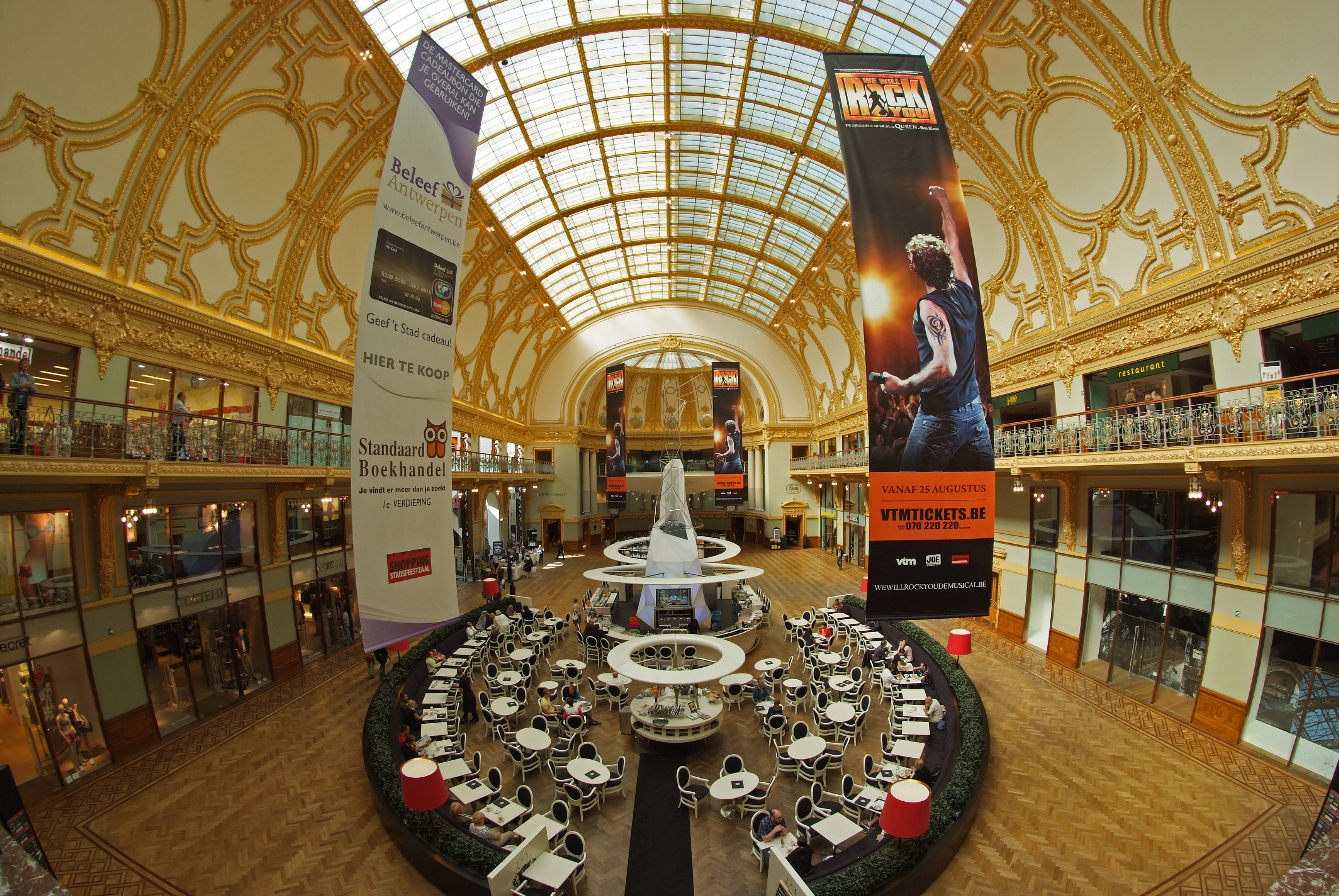
Stadsfeestzaal (fisheye view)
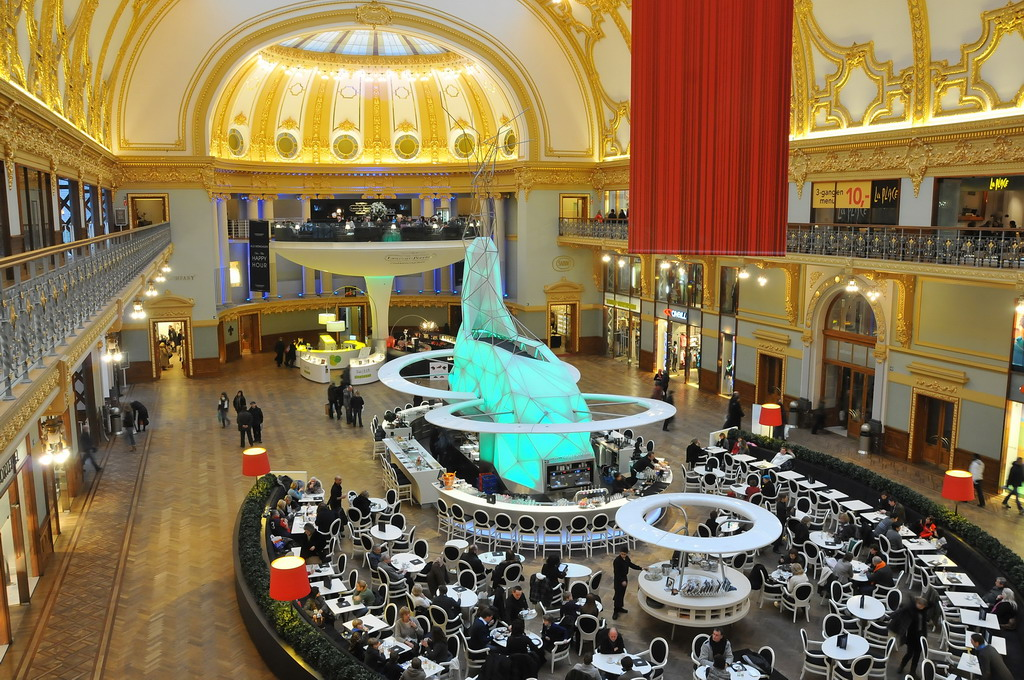
Interieur Stadsfeestzaal (2010)